# Heinrich Winchenbach
Heinrich Hermann Friedrich Winchenbach (* 5. Juli 1837 in Xanten; † 19. April 1929) war ein deutscher Richter am Reichsgericht.

## Leben
Heinrich Winchenbach studierte Rechtswissenschaften in München und wurde 1857 Mitglied des Corps Isaria. 1858 leistete er den Eid auf den preußischen Landesherrn und legte den juristischen Vorbereitungsdienst in Posen ab. 1864 wurde er Gerichtsassessor. 1867 wurde er zum Kreisrichter in Schroda ernannt. Am Deutsch-Französischen Krieg nahm er als Landwehroffizier teil. 1874 wurde er als Abteilungsdirigent an das Kreisgericht in Pleschen versetzt und im selben Jahr dort Rat. 1879 wurde er Landgerichtsrat in Stargard und 1884 Oberlandesgerichtsrat in Stettin. An den Beratungen über das Bürgerliche Gesetzbuch im preußischen Justizministerium war er 1890 für das Erbrecht zuständig.
Im Jahr darauf wurde Winchenbach Reichsgerichtsrat im I. Zivilsenat des Reichsgerichts, in dem er als Spezialist für Patentsachen galt. 1902 wurde er auf Vorschlag des Reichsjustizamts Senatspräsident des VI. Zivilsenat des Reichsgerichts. 1910 trat er in den Ruhestand. Im selben Jahr wurde er Wirklicher Geheimer Rat mit dem Prädikat „Exzellenz“.
1924 wurde Winchenbach Mitglied der Gesetzlosen Gesellschaft zu Berlin.

## Familie
Seine Tochter heiratete 1905 den Sohn des Kollegen Karl Jeß (1843–1925). Ein Sohn aus dieser Verbindung war der spätere Hamburger Senatsdirektor Henning Jess (* 1908).

## Ehrungen
- 1870/71 Eisernes Kreuz II. Klasse
- 15. Januar 1899 Roter Adlerorden III. Klasse mit Schleife[5]